# بشار زرقان
بشار زرقان مغني وملحن أردني ملتزم بالموسيقى الجّـادة والغناء الروحاني.

## المولد والنشأة
ولد في عمان، عام 1945 حي باب السلام حارة الشيخة مريم، في بيئة غنية بالموروث الإيقاعي الصوفي مثل الذكر والحضرة. علاقته مع الفن بدأت في المدرسة ثم تبلورت بشكل أوسع في الثانوية وبعدما إلتحق بمساعدة أخوه مأمون بفرقة المختبر المسرحي كممثل ومغني وملحن للمرة الأولى لأغاني المسرحية في العمل المسرحي لكع بن لكع عام 1986 للكاتب اليمني إميل حبيبي من إخراج وليد قوتلي.
سافر إلى باريس فرنسا عام (1992) وأتاحت له الظروف أن يقرأ نفسه هناك ودعّم تجربته باستاجات لمسرح الصوت والأداء الموسيقي (Theatre Vocal) في ستديو بيغماليون باحثا عن شغفه الأساسي ألا وهو العلاقة ما بين اللحن والكلمات والإيقاع والحركة في المسرح، كأدوات لنتاج موسيقيّ حقيقيّ. تتميز أعماله بالجدية، والأصالة والابتعاد عن السائد المألوف. يقيم حالياً ما بين الدوحة وباريس.

## الدارة الفنون
اسس بشار عام (20\6\2006) دارة الفنون  لتكون أول فضاء ثقافي أردني مستقل، يصير ملتقى لحوار المبدعين في مختلف حقول الإبداع، من خلال إقامة ورشات عمل في الموسيقى والمسرح والرقص والكتابة. افتتحها في حفل خاص الشاعر محمود درويش،بمشاركة الراقصة التعبيرية الهندية مارينا كيران.
الدارة عبارة عن بيت عربي قديم رمم حديثا في إحدى أزقة باب شرقي وسط عمان القديمة ،تتألف من بهو مفتوح تتوسطه بحرة عمانية، محاطة بأشجار الليمون والنارنج، وقاعتين مخصصتين لورشات العمل، فيما خصصت الطبقة الثانية لإقامات المبدعين. أقيم في هذه الدارة عدة نشاطات ثقافية هامة منها ورشة الشعر العالمي الأولى المقامة تحت شعار (حوار الحضارات في الشعر) شارك فيها كل من الشعراء: أنجلا غارسيا من كولومبيا ويواكيم سارتوريوس من ألمانيا، ولاس سوديربرغ من السويد وجريس سماوي من مصر والشاعرة هالة محمد من الأردن.

## نمط موسيقاه
يلاحظ في أسلوب بشار زرقان اعتماده على مضمون النص الداخلي، وإيقاع الكلمة ذاتها داخل الشعر.بهذه الطريقة يتولد ألحان أغانيه من القصيدة نفسها، وتتوحد داخل الأغنية الموسيقا مع الكلمات في بنية عضوية واحدة.
طيف الأشعار التي يلحنها لديه يمر عبر كل الثقافة العربية مرورا برابعة العدويةـ الحلاج ،ابن الفارض حتى المعاصرين مثل محمود درويش وجريس سماوي وأحمد الشّهاوي وطاهر رياض ما يجمع كل هؤلاء هو العمق والأصالة، الرمزية والتعبيرية العالية لمضمون وجودية الإنسان كفرد في هذه الحياة.التي تبحث عنها ألحان أغانيه. بنية قالب أغانيه غالبا ما تكون حرة، غير مقيدة بتقاليد (المذهب والكوبليه). توزيع موسيقاه متنوع حسب كل أغنية منها ما هو مكتف بصوت وإيقاع، ومنها ما يمتد خارج التخت الشرقي، مضيفا آلات غربية مثل الكلارينيت والبيانو.

## المشاركات الفنية
- مسرح اليونسكو النادي العربي في نيويورك
- مهرجانات جرش الدولية في مصر
- مهرجان أصيلة في المغرب
- معهد العالم العربي في باريس - فرنسا
- مهرجان المتنبي في زويريخ وبيرن، سويسرا
- النادي العربي، لندن
- مهرجان مالمو، السويد
- كوبنهاغن، الدنمارك
- مهرجان الثقافة بيروت
- مهرجان ربيع الثقافة في تونس
- مهرجان مصر الدولي
- مهرجان المدينة عُمان
- في برلين (ألمانيا) في المسرح الوطني
- مسرح المدينة الدوحة (قطر)
- مسرح درعا الدوحة
- مهرجان ربيع تونس 2

## الألبومات
- طير لا تطير (الهدهد)
- حالي أنت
- الجدارية
- لا أحد

## من أغانيه
- عجبت منك ومني (الحلاج)
- عرفت الهوى (رابعة العدويّة)
- خذني (بدر شاكر السيّأب)
- يا من هواه (سعيد بن أحمد البوسعيدي)[4]
- أبدا تحن (السهروردي)
- قلبي يحدثني (عمر ابن الفارض)
- الهدهد (محمود درويش)[5]
- ته دلالا (عمر ابن الفارض)
- حلاج الوقت (طاهر رياض)
- أنت حبيبي (عبدالقادر الجيلاني)[6]
- سقط الحصان (محمود درويش)
- عن حالي حالي (أحمد الشهاوي)[7]
- يا هذا (أبو حيان التوحيدي)
- يا أولي الألباب (ابن عربي + الحلاج)
- مالي جُفيت (الحلاج)
- في البيت أجلس (محمود درويش)
- شجر اللّوز (طاهر رياض)
- أنا من أهوى (الحلاج)
- اقرأ (طاهر رياض)
- ماأطيب مابتنا (عمر ابن الفارض)
- على هذه الأرض (محمود درويش)
- فكر بغيرك وأنت تُعد فطورك (محمود درويش)[8]